# فطاني (محافظة)
محافظة فطاني أو باتاني (بالتايلاندية: ปัตตานี) (بالإنجليزية: Pattani)‏ هي واحدة من محافظات تايلاند الخمس والسبعين وتجاور محافظات ناراتيوات ويالا وسونغكلا.

## التسمية
اسم فطاني هو في الواقع اسم تايلاندي اشتق من اسم المنقطة في (اللغة الجاوية: ڤتاني) والذي يعني الشاطئ

## التاريخ
كانت فطاني مملكة إسلامية منذ عهد الملك إسماعيل شاه، وكانت المملكة تقع على مساحة شاسعة من اراضي تايلاند ومن بينها ما يعرف اليوم بمحافظة فطاني، كانت العلاقة بين مملكة فطاني وبين جارتها مملكة تايلند التي كانت تسمَى آنذاك بسيام علاقة توتر وحروب أدت في نهاية المطاف إلى سيطرة تايلند على مملكة فطاني بشكل كامل.

## الجغرافيا
تقع محافظة فطاني على شبه جزيرة ملايو مع ساحل في شمال المحافظة يطل على خليج تايلاند يتميز جنوب المحافظة بسلسلة جبيلة ذات مناظر طبيعية بما في ذلك حديقة وطنية على حدود فطاني مع يالا وناراتيوات.

## السكان
فطاني هي واحدة من اربع محافظات في تايلاند أغلبية سكانها من المسلمين حيث يشكل المسلمين 88% من السكان، السكان لغتهم لغة ملايو بلهحة جاوي (الملاوية في فطاني)، وسكان فطاني مرتبطين تاريخيا وثقافيا وعرقيا ودينيا بالسكان في ولاية كلنتن الماليزية.

## التقسيمات الادارية
تنقسم فطاني إلى 12 مقاطعة و 115 بلدية و 629 قرية.
| 1. موانج فطاني 2. كوك فو 3. نونغ تشيك 4. بنار 5. مايو 6. داينج يانغ لقي | 1. ساي بوري واسمها بالملايو تلوبن 2. ماي كاين 3. يارينج واسمها بالملايو جامبو 4. يارانج واسمها بالملايو بنجر ليما 5. كافو 6. مي لان |

## أعلام
- إسماعيل لطفي
- سوباتشاي جايديد